# Стёрджес, Престон
Пре́стон Стёрджес (англ. Preston Sturges; 29 августа 1898[…], Чикаго, Иллинойс — 6 августа 1959[…], Нью-Йорк, Нью-Йорк) — американский кинорежиссёр, сценарист, драматург.

## Биография
Родился в семье коммивояжёра Эдмунда Байдена. Когда ему было три года, его мать, Мэри Эстелл Демпси, уехала с ним в Париж, намереваясь сделать карьеру певицы. Вернувшись в США, в 1902 г. она вышла замуж в третий раз за богатого брокера Соломона Стёрджеса, который усыновил Престона.
В 1917 г. Престон поступил на службу в ВВС, но в боевых действиях не участвовал. В 1919—1927 гг. служил управляющим в магазине, которым владел четвёртый муж его матери.
В 1928 г. в Массачусетсе была поставлена пьеса Стёрджеса «Свинья-копилка», имевшая успех и через год поставленная на Бродвее. В начале 1930-х Стёрджес начал работать сценаристом по найму в Голливуде. Хорошо зарабатывая, он, тем не менее, был недоволен фильмами по своим сценариям, особенно тем, как режиссёры обращались с его диалогами. В 1939 г. Стёрджесу наконец представилась счастливая возможность: он предложил студии Paramount свой сценарий «Великий Макгинти» за 1 доллар (позже руководство подняло цену до 10 долларов) при условии, что сам выступит режиссёром фильма. За сценарий Стёрджес удостоился премии «Оскар» в год учреждения номинации «Лучший оригинальный сценарий» (1940). На волне успеха «Макгинти» с подобным проектами выступили Билли Уайлдер и Джон Хьюстон.
Самым плодотворным для Стёрджеса был период 1939—1944 гг., когда появились его лучшие фильмы. Независимость Стёрджеса неизбежно приводила к конфликтам со студийными боссами. К примеру, Стёрджес предпочитал работать с одними и теми же характерными актёрами, в то время как руководство студии считало, что публике надоедают одни и те же лица на экране.
По окончании контракта с Paramount в 1944 г. Стёрджес становится независимым кинематографистом, учредив на пару с Говардом Хьюзом компанию California Pictures. Первый же проект компании, «Грех Гарольда Диддлбока» (1947), в который Стёрджес пригласил ушедшего на покой Гарольда Ллойда, провалился в прокате. Хьюз, обещавший не вмешиваться в съёмки, изъял фильм из проката для перемонтажа, занявшего 4 года. Новая версия вышла в 1950 г. под названием «Сумасшедшая среда», однако успеха также не имела. На съёмках следующего проекта, «Вендетта», союз Стёрджеса-Хьюза распался. После этого Стёрджес поставил два фильма на 20th Century Fox, также безуспешных и оказавшихся его последними голливудскими проектами.
К середине 1950-х у Стёрджеса начались серьёзные проблемы с алкоголем. Он предпочитал проводить время в Европе, где поставил свой последний фильм, «Французы — забавная раса», не имевший успеха.

## Фильмография

### Режиссёр и сценарист
- 1940 — Великий Макгинти / The Great McGinty
- 1940 — Рождество в июле / Christmas in July
- 1941 — Леди Ева / The Lady Eve
- 1941 — Странствия Салливана / Sullivan’s Travels
- 1942 — Приключения в Палм-Бич / The Palm Beach Story
- 1944 — Чудо в Морганс-Крик / The Miracle of Morgan’s Creek
- 1944 — Слава герою-победителю / Hail the Conquering Hero
- 1944 — Великий момент / The Great Moment
- 1947 — Сумасшедшая среда, или Грех Гарольда Диддлбока / The Sin of Harold Diddlebock (Mad Wednesday)
- 1948 — Только ваш / Unfaithfully Yours
- 1949 — Прекрасная блондинка из Бэшфул-Бенд / The Beautiful Blonde from Bashful Bend
- 1950 — Вендетта / Vendetta (версия 1946 г.; уволен Говардом Хьюзом, в титрах не указан)
- 1955 — Французы — забавная раса (Трофеи майора Томпсона) / The French, They Are a Funny Race (Les carnets du Major Thompson)

### Сценарист
- 1930 — Без царя в голове
- 1933 — Могущество и слава (англ. The Power and the Glory)
- 1933 — Человек-невидимка (не указан в титрах)
- 1934 — Принцесса на тридцать дней
- 1934 — Мы снова живы
- 1934 — Имитация жизни (не указан в титрах)
- 1934 — Двадцатый век (не указан в титрах)
- 1935 — Добрая фея
- 1936 — Когда мы снова полюбим (не указан в титрах)
- 1936 — Любовь перед завтраком (не указан в титрах)
- 1937 — Лёгкая жизнь
- 1938 — Если бы я был королём
- 1938 — Школа свинга (не указан в титрах)
- 1939 — Никогда не отчаивайся
- 1940 — Запомни ночь
- 1940 — Бродвейская мелодия 40-х (не указан в титрах)
- 1941 — Город Нью-Йорк (не указан в титрах)
- 1947 — Я буду твоей (ремейк «Доброй феи»)
- 1958 — Засыпай, мой малыш (ремейк «Чуда в Морганс-Крик»)
- 1984 — Клянусь в неверности (ремейк фильма «Только ваш»)